# Anna McGann
Pour les articles homonymes, voir McGann.
Pas d'image ? Cliquez ici

a Compétitions nationales et continentales officielles uniquement.

b Matchs officiels uniquement.
Dernière mise à jour le 23 mars 2025.
Anna McGann, née le 4 juin 1998 à Athlone (Irlande), est une joueuse internationale irlandaise de rugby à XV et internationale de rugby à sept qui évolue aux postes de centre ou d'ailier. Elle joue avec la franchise des Clovers.

## Biographie
Née le 4 juin 1998, Anna McGann est d'abord une passionnée de hockey sur gazon, qu'elle commence à pratiquer à l'âge de sept ans. Licenciée au Hermes Ladies' Hockey Club de Dublin, elle est sélectionnée avec la province du Leinster à partir de la catégorie des moins de 16 ans  jusqu'à l'équipe des moins de 21 ans. Grande pour son âge, elle se décrit alors comme très introvertie. Son rêve est alors de devenir internationale est de disputer les Jeux olympiques. Elle s'inscrit à l'University College Dublin sans intérêt pour les études mais pour le programme de hockey. Elle commence la pratique du rugby à XV, en complément du hockey, afin de devenir une meilleure hockeyeuse, plus athlétique. Détectée par la Fédération irlandaise de rugby à XV (IRFU), elle est sélectionnée pour un tournoi à Vichy. Quatre semaines plus tard, la fédération lui propose un contrat et elle devient joueuse professionnelle de rugby à sept.
Si elle ne figure pas dans l'équipe d'Irlande à XV pour le Tournoi des Six Nations 2022, elle est appelée pour affronter le pays de Galles et la France lors des deux premières journées,.
À nouveau omise pour le Six Nations 2023, elle intègre quand même l'équipe et est notamment titularisée contre l'Italie lors de la troisième journée. De retour au sept, elle obtient la toute première qualification irlandaise pour les Jeux olympiques de Paris. Atteint d'un cancer, son père est hospitalisé début 2023 ; au mois de juin, lors du Championnat d'Europe à Algarve, Anna McGann se rompt les ligaments croisés ; au mois d'août son père décède. C'est durant son arrêt forcé qu'elle réalise que la vie est courte, aussi elle crée sa bijouterie en ligne, un projet qu'elle n'avait jamais trouvé le temps de lancer. Elle retrouve la compétition le 4 juin 2024, la sélection irlandaise pour les Jeux olympiques est annoncée le 13, et après avoir participé à la préparation comme réserviste, elle n'est pas retenue. Elle revient à Paris en famille pour assister à la compétition et garde les Jeux olympiques de 2028 en tête.
Lors du Celtic Challenge 2024-2025, elle fait ses débuts avec les Clovers. Elle intègre ensuite l'équipe nationale pour le Tournoi des Six Nations.